# Devon (Pennsylvanie)
Pour les articles homonymes, voir Devon.
Devon est une census-designated place de l'Easttown Township dans le comté de Chester, en Pennsylvanie, aux États-Unis.

## Géographie
Devon se trouve au Nord-Est des États-Unis, dans le Sud-Est de l'État de Pennsylvanie, au sein d'Easttown Township dans le comté de Chester, dont le siège de comté est West Chester. Ses coordonnées géographiques sont 40° 02′ 59″ N, 75° 25′ 32″ O.

## Démographie
Au recensement de 2010, sa population était de 1 515 habitants.

## Personnalités
- Rhys Carpenter (1889-1980), archéologue, y est mort.
- Staci Keanan (1975- ), actrice, y est née.